# حسن خلیل‌آبادی

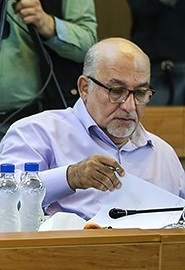
حسن خلیل‌آبادی، سیاست‌مدار ایرانی

حسن خلیل‌آبادی، سیاستمدار اصلاح‌طلب ایرانی متولد ۱۳۳۵ در (شهرری) است که با ۱۲۲۸۴۷۷ رای به عنوان نفر هشتم به شورای پنجم شهر تهران راه یافت.
خلیل‌آبادی همچنین عضو شورای مرکزی انجمن اسلامی معلمان است.
خلیل‌آبادی برای شرکت در انتخابات شورای شهر تهران در سال ۱۳۹۶ نامزد شد و در لیست امید قرار گرفت.
حسن خلیل‌آبادی، عضو شورای شهر تهران و رئیس کمیته میراث فرهنگی شورا، روز دوشنبه (۳۱ اردیبهشت/ ۲۱ مه) هویت مومیایی کشف‌شده در محدوده حرم عبدالعظیم را اعلام کرد. خلیل‌آبادی در مصاحبه ای گفت: «مومیایی کشف‌شده متعلق به رضاشاه بود.»